# Andreas Pevernage
Andreas Pevernage of Andries Pevernage (Harelbeke, 1542 of 1543 – ?, 30 juli 1591) was een Vlaams componist uit de Franco-Vlaamse School werkzaam in de late renaissance. Hij was een van de weinige componisten uit de Lage Landen die zijn geboorteland niet verliet in die woelige, door godsdienstoorlogen beheerste tijden. Hij was een begaafde componist van chansons, motetten en madrigalen.

## Leven
Pevernage werd in Harelbeke geboren, een stad in de buurt van Kortrijk, en bracht zijn jeugd waarschijnlijk door als koorknaap bij een Kortrijkse kerk. Op 21 januari 1563 werd hij zangmeester van de Sint-Salvatorskathedraal in Brugge en later dat jaar zangmeester aan de Onze-Lieve-Vrouw in Kortrijk. In 1564 werd hij daar kapelaan en klom vervolgens in de hiërarchie op tot permanent kapelaan, in 1569. In dezelfde stad trad hij ook toe tot de Sint-Ceciliagilde, waarvoor sommige van zijn werken zijn geschreven.
De godsdienstoorlogen van de 16e eeuw waren in de Lage Landen even verwoestend als in de aangrenzende streken. Ook Kortrijk werd door de oorlog getroffen. Pevernage ontvluchtte de stad met zijn gezin in 1577 of 1578 toen de geuzen de stad overnamen. De calvinistische geuzen toonden zich niet erg geporteerd voor muziek. Als katholiek zou hij in een calvinistische context mogelijk ook minder ruimte krijgen. Zijn gezin trok naar Antwerpen, waar hij tot het volgende jaar bleef. In dat jaar werd hij in Brugge als zangmeester aangesteld. De calvinisten heroverden de stad echter en Pevernage viel zonder werk tot 1584, wanneer hij zijn vroegere betrekking in Kortrijk weer kon opnemen. Nadat de Spanjaarden, na het Beleg van Antwerpen (1584-1585) in augustus 1585, de geuzen uit de stad hadden verdreven, met de leegloop van de stad en de start van Hollands Gouden Eeuw tot gevolg, werd Pevernage op 29 oktober aangesteld als zangmeester aan de Antwerpse Onze-Lieve-Vrouwekathedraal. Een van Pevernages taken was de muziekbibliotheek van de kathedraal opnieuw uitbouwen nadat die door de geuzen was geplunderd en in brand gestoken. Pevernage behield zijn betrekking tot aan zijn dood in 1591 en werd in de kathedraal begraven.

## Muziek
Pevernage was een nogal productief componist van zowel geestelijke als wereldlijke vocale muziek; zijn overgeleverde oeuvre telt niet minder dan 235 stukken waarvan 115 geestelijke muziek betreffen en 120 wereldlijke. Er is geen specifiek instrumentale muziek van hem bekend.
Zijn overgeleverde oeuvre bestaat onder meer uit:
- zes vijf- tot zevenstemmige missen, die na zijn dood in 1602 in Antwerpen werden uitgegeven;
- een verzameling motetten, uitgegeven onder de titel Cantiones sacrae (1578); daaronder ook wereldlijke stukken waarvan vele gelegenheidswerken zijn die ter ere van de adel ter plaatse werden geschreven (onder wie Margaretha van Parma);
- een groep van 14 Mariale antifonen, die zoals de missen postuum werden uitgegeven. Stilistisch vertegenwoordigen ze de laat-zestiende-eeuwse praktijk van het afwisselend gebruik van homofone delen en delen geschreven in een polyfoon weefsel; ze maken gebruik van groepen alternerende stemmen zoals in de "cori spezzati"; de invloed van de Venetiaanse school (vertegenwoordigd door Adriaan Willaert en Giovanni Gabrieli) werd dus zelfs voelbaar tot in de Lage Landen.

Pevernage schreef Italiaanse madrigalen. Madrigalen op Italiaanse tekst waren ondertussen in het noorden van Europa zeer gevraagd: naar Engeland zou de rage pas overwaaien in de late jaren 1580. Pevernage schreef voor het overige ook Franstalige chansons die in vier afzonderlijke boeken werden uitgegeven. Onder deze chansons bevinden zich zelfs bewerkingen van Geneefs-protestantse psalmliederen. De chansons maken gebruik van syncopes, melismen en complexe ritmen.
Hij en andere Antwerpse componisten, zoals Hubertus Waelrant en Cornelis Verdonck, hebben teksten in "Brabantse" verzen van Jonker Jan van der Noot op muziek gezet, maar hiervan is niets bewaard gebleven.
- Bibsys: 90320768
- Biblioteca Nacional de España: XX1734581
- Bibliothèque nationale de France: cb14822948g (data)
- Gemeinsame Normdatei: 101374089
- International Standard Name Identifier: 0000 0000 8186 6877
- Library of Congress Control Number: n83066493
- MusicBrainz: f39517dd-7c85-4073-bbc3-a99dd02989b0
- Nationale Bibliotheek van Israël: 987007284214505171
- Nederlandse Thesaurus van Auteursnamen: 071413219
- Istituto Centrale per il Catalogo Unico: CFIV257050
- Système universitaire de documentation: 158879406
- Union List of Artist Names: 500354175
- Virtual International Authority File: 117546333
- WorldCat: E39PBJqkbWJTJC3PCF46wVtVG3